# Kostel Všech svatých (Kunratice)

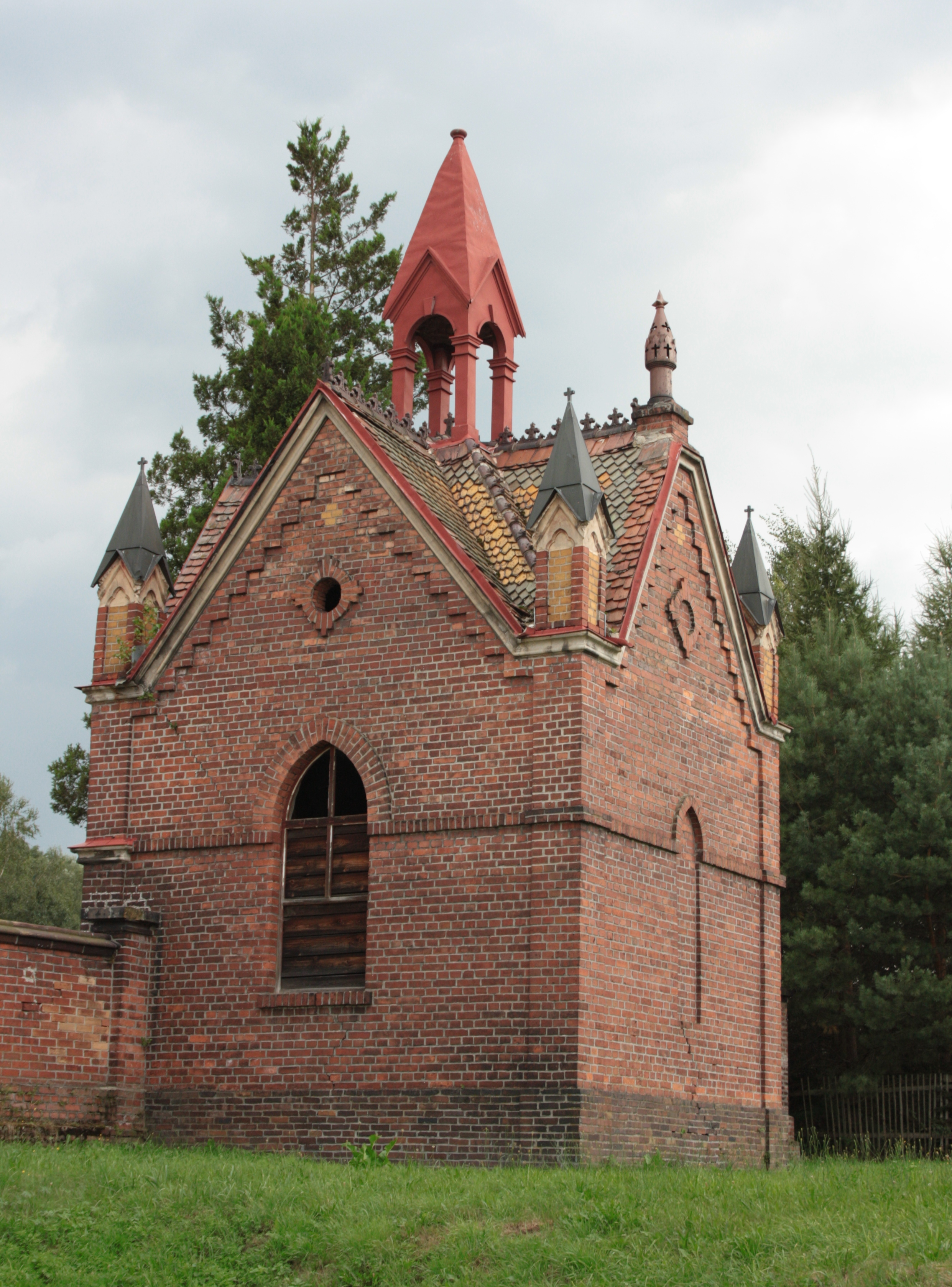
Márnice při kostele

Kostel Všech svatých v Kunraticích západně od Frýdlantu je původně gotická stavba ze 14. století (stála již v roce 1346), který byl roku 1791 barokně přebudován, přičemž věž kostela byla přestavěna již v roce 1747. Další přestavbou prošel roku 1879. V čele je portálový hlavní barokní oltář z roku 1710 se sochami svaté Barbory a svaté Kateřiny. V kostele je rokoková kazatelna zhotovená v roce 1786. Kolem kostela je hřbitov s cihlovou novogotickou márnicí. Kostel je kulturní památkou České republiky.

## Varhany
Když byly roku 1754 do žibřidického kostela svatého Šimona a Judy pořizovány nové varhany, získal tamní původní pozitiv vyrobený roku 1676 Georgem Weindtem kunratický kostel Všech svatých. V Kunraticích prošel nástroj přestavbou na jednomanuálové varhany s dvoustopým principálem a pedálem. O asi půl století později (roku 1800) opravoval nástroj Josef Chlumetzky. V roce 1873 zhotovil pro kostel malé varhany vybavené čtyřmi rejstříky a pedálem výrobce flašinetů August Keil, který pocházel z Frýdlantu.